# Primorsk (obwód leningradzki)
Primorsk (ros. Примо́рск, fiń. Koivisto) - miasto w Rosji, w obwodzie leningradzkim, 137 km na zachód od Petersburga, na Przesmyku Karelskim. Ważny rosyjski port na Bałtyku.
Z Primorska pochodzi sześciu olimpijczyków – Pentti Karvonen, Eino Kirjonen, Matti Maisala, Mauno Maisala, Arvo Peussa i Voitto Soni.

## Demografia
W 2009 liczyło 5 262 mieszkańców. W 2021 liczyło 5405 mieszkańców.